# パナソニック電工解析センター
パナソニック ホールディングス株式会社 プロダクト解析センター（プロダクトかいせきセンター）は、パナソニックホールディングスの一部門。
大阪府門真市に本社を構え、パナソニックグループの電気機械器具、精密機械器具、一般機械器具、住宅関連機器、建材商品、電子部品・デバイス、各種材料、ソフトウェア等の調査、研究、開発、設計、製造、分析、解析、試験、検査、計測の受託と成果の販売を行う受託解析・分析の総合サービス部門である。

## 概説
2005年（平成17年）に松下電工株式会社（のちのパナソニック電工）の解析・分析部門から独立。松下グループでは珍しい「前株」社名を持っていた。
2008年10月1日より、親会社である松下電工を含む松下グループブランドの統一に伴い、社名を「パナソニック電工解析センター株式会社（Panasonic Electric Works Analysis Center Co., Ltd.）」へ変更された。2011年10月1日にパナソニック電工と合併し、同社の一部門となる。